# مكاو أزرق المخضر
مكاو أزرق المخضر هو نوع من الببغاء يعتقد بانه أنقرض، يعيش في شمال الأرجنتين، جنوب باراغواي وشمال شرق الأوروغواي.